# 255
255（二百五十五、二五五、にひゃくごじゅうご）は、自然数また整数において、254の次で256の前の数である。

## 性質
- 255は合成数であり、約数は 1, 3, 5, 15, 17, 51, 85, 255 である。
  - 約数の和は432。
- 255 = 28 − 1
  - 8ビットの2進数で表すと 11111111 とレピュニットになる。
  - RGBで(255, 255, 255)は白を表す。逆に黒は(0, 0, 0)。
  - 8番目のメルセンヌ数である。1つ前は127、次は511。
    - 4番目のメルセンヌ素数でないメルセンヌ数である。1つ前は63、次は511。(オンライン整数列大辞典の数列 A135972)
    - メルセンヌ数 2n − 1 は 1（ = 20 ）から 2n−1 までの2の累乗数の総和に等しい。
255 = 20 + 21 + 22 + 23 + 24 + 25 + 26 + 27

  - 255 = 223 − 1 
    - n = 3 のときの 22n − 1 とみたとき1つ前は15、次は65535。(オンライン整数列大辞典の数列 A051179)

  - 255 = 44 − 1 
    - n = 4 のときの 4n − 1 とみたとき1つ前は63、次は1023。(オンライン整数列大辞典の数列 A024036)
    - n = 4 のときの n4 − 1 の値とみたとき1つ前は80、次は624。(オンライン整数列大辞典の数列 A123865)

  - 255 = 162 − 1 
    - n = 2 のときの 16n − 1 とみたとき1つ前は15、次は4095。
    - n = 16 のときの n2 − 1 の値とみたとき1つ前は224、次は288。(オンライン整数列大辞典の数列 A005563)
    - 十六進法ではFFであり2桁最大数である。

  - 255 = 4 × 82 − 1
    - n = 8 のときの 4n2 − 1 の値とみたとき1つ前は195、次は323。(オンライン整数列大辞典の数列 A000466)

  - 255 = 16 × 42 − 1
    - n = 4 のときの 16n2 − 1 の値とみたとき1つ前は143、次は399。(オンライン整数列大辞典の数列 A141759)
- 10番目の完全トーティエント数である。1つ前は243、次は327。
- 25番目の楔数である。1つ前は246、次は258。
  - 2n − 1 の形の楔数としては最小の数である。次は1023。
- コラッツの数列において初期値に255を選ぶと、その最大は13120に達する。最大値を更新する7番目の数である。1つ前は27、次は447。(オンライン整数列大辞典の数列 A006884)
  - 最大値が5桁に到達する初めての数である。最大値の後は急速に減少し、1に到達するまでのステップ数は47にとどまる。
- 1/255 = 0.00392156862745098… (下線部は循環節で長さは16)
  - 逆数が循環小数になる数で循環節が16になる12番目の数である。1つ前は204、次は272。
- 約数の和が255になる数は1個ある。(128) 約数の和1個で表せる52番目の数である。1つ前は242、次は256。
  - 約数の和が奇数になる19番目の奇数である。1つ前は217、次は307。
- 各位の和が12になる20番目の数である。1つ前は246、次は264。
- 各位の立方和が258になる最小の数である。次は525。(オンライン整数列大辞典の数列 A055012)
  - 各位の立方和が n になる最小の数である。1つ前の257は14444、次の259は1255。(オンライン整数列大辞典の数列 A165370)
- 255 = 52 + 62 + 72 + 82 + 92
  - 5連続整数の平方和で表せる5番目の数である。1つ前は190、次は330。
  - n から始まる n 連続整数の平方和で表せる数である。1つ前は126、次は451。(オンライン整数列大辞典の数列 A050410)
- すべての桁が素数である31番目の数である。1つ前は253、次は257。(オンライン整数列大辞典の数列 A046034)
- n = 5 のときの n2 と n を並べてできる数である。1つ前は164、次は366。(オンライン整数列大辞典の数列 A055436)

## その他 255 に関連すること
- 年始から数えて255日目は9月12日、閏年では9月11日。
- 第255代ローマ教皇は、ピウス9世（在位：1846年6月16日～1878年2月7日）である。在位期間は31年7ヶ月に及び、歴代の教皇の中では最長記録となっている。
- 255は、E96系列の標準数。
- 国際電話番号の255は、タンザニア。
- JR東日本255系電車は、直流特急形車両。
- INTA-255は、スペインのロケット。
- 8ビットコンピュータでは255（=28-1）が数値の上限（カウンターストップ）となる場合がある。例えばドラゴンクエストシリーズは2作目まで最大HPの上限は255であり、ギャラガの最終面は255面、パックマンの最高レベルは255であった。その他、ロールプレイングゲームやアクションゲームなど、多くのゲームで255が最高値として使われている。
- スカパー!のCh255は、鉄道チャンネル。
- オスモンド・イングラム (USS Osmond Ingram, DD-255/AVD-9/ADP-35) は、アメリカ海軍の駆逐艦。
- セールストロム (USS Sellstrom, DE-255) は、アメリカ海軍の護衛駆逐艦。
- ハッド (USS Haddo, SS-255) は、アメリカ海軍の潜水艦。
- ゲレンジークは、ロシア帝国の水雷艇。1895年に第255号水雷艇と改称。
- 255（にここ）は、日本の漫画家。
- 255 (MonsterZ MATEのアルバム)